# Verwaltungsgemeinschaft Saalburg
In der Verwaltungsgemeinschaft Saalburg im heutigen thüringischen Saale-Orla-Kreis hatten sich die Stadt Saalburg und die Gemeinde Burgk zur Erledigung ihrer Verwaltungsgeschäfte zusammengeschlossen. Sitz war die Stadt Saalburg.

## Geschichte
Die Verwaltungsgemeinschaft wurde am 18. Dezember 1991 gegründet. Burgk verließ 1999 die Verwaltungsgemeinschaft, seitdem ist Remptendorf für Burgk die erfüllende Gemeinde. Am 1. Januar 2003 wurde die Stadt Saalburg mit der Gemeinde Ebersdorf/Thüringen zusammengeschlossen, diese Stadt trägt nun den Namen Saalburg-Ebersdorf.

### Einwohnerentwicklung
Entwicklung der Einwohnerzahl (Stand: jeweils 31. Dezember):
| - 1994: 1638 - 1995: 1610 - 1996: 1594 | - 1997: 1562 - 1998: 1558 - 1999: 1436 | - 2000: 1426 - 2001: 1397 - 2002: 1412 |

 Datenquelle: Thüringer Landesamt für Statistik